# (34707) 2001 OU86
2001 OU86 (asteroide 34707) é um asteroide da cintura principal. Possui uma excentricidade de 0.22539600 e uma inclinação de 5.97246º.
Este asteroide foi descoberto no dia 28 de julho de 2001 por NEAT em Haleakala.